# John Heartfield
John Heartfield (oorspronkelijke naam Helmut Herzfeld) (Berlijn, 19 juni 1891 - Oost-Berlijn, 26 april 1968) was een Duits dadaïstisch kunstenaar.
Hij veranderde zijn naam van Helmut Herzfeld in John Heartfield uit protest tegen het Duitse militarisme en het Duitse leger waarin hij tot 1915 dienstplichtig was.

## Carrière
Heartfield werd in 1891 te Berlijn geboren als zoon van politiek actieve, socialistische ouders. Het gezin moest vluchten naar Zwitserland. Hij studeerde grafisch ontwerp aan de Königliche Kunstgewerbeschule München.
In 1916 verzorgde Heartfield de uitgave en het ontwerp van het tijdschrift 'Neue Jugend'. In 1917 richtte hij samen met zijn broer Wieland de uitgeverij Malik Verlag op en raakte hij bevriend met George Grosz, Franz Jung en Huelsenbeck. Hij was stichtend lid van de Berliner Dada in 1919 en was een spilfiguur in de vernieuwing van de offsetprinting. Hij gaf tijdschriften uit als 'Jedermann sein eigener Fußball' en 'Der Kunstlump'. Van 1921 tot 1923 was hij decorontwerper voor de films van Max Reinhardt. In 1929 maakte hij foto's en fotomontages voor Deutschland über alles van de auteur Kurt Tucholsky.
Heartfield gebruikte fotomontage als een propagandamiddel. Hij heeft zelf nooit beelden gemaakt, maar hergebruikte prints uit tijdschriften die hij herwerkte tot collages. John Heartfield viel de persvrijheid aan in een surrealistische poster: 'Wer Bürgerblätter liest wird blind und taub. Weg mit den Verdummungsbandagen!' (1930). Ander bekend werk is de Yuletide-poster (1934), een kerstboom zonder takken op een voet in de vorm van een hakenkruis. De tekst luidt: 'O Tannenbaum im deutschen Raum, wie krumm sind deine Äste' (O denneboom in Duitse gebied, wat zijn je takken krom), een affiche dat het opkomende nazisme bespotte. In 1921 werd hij, vanwege zijn beeldhouwwerk Preußischer Erzengel, aangeklaagd wegens belediging van het Duitse patriottisme.
Voor het magazine Arbeiter-Illustrierte-Zeitung (AIZ) ontwierp hij de cover in 1934, met daarop een kathedraal waarvan de torens door kogels zijn vervangen, en op de toppen bevinden zich de Amerikaanse dollar, het swastika-symbool en het Britse pond. Tot latere affiches behoorde onder meer 'Adolf, der Übermensch, schluckt Gold und redet Blech' (Adolf de übermensch: slikt goud en spreekt blik), uit 1932. Na een overval van de SA op zijn huis in 1933 vluchtte Heartfield naar Praag. Na de bezetting van Tsjecho-Slowakije door de Duitsers in 1938 verhuisde hij naar Londen.

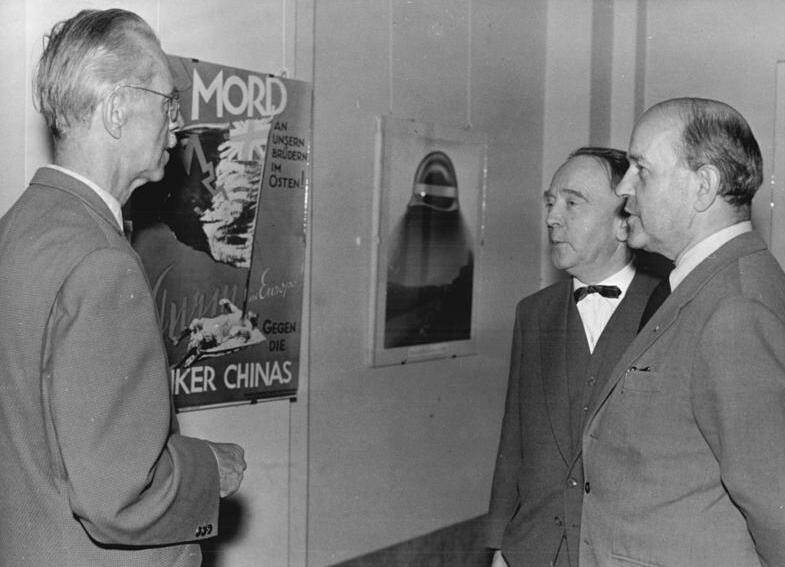
Heartfield (midden) in gesprek met Otto Nagel (links) en zijn broer Wieland Herzfelde (1960).

In 1950 keerde hij terug naar Duitsland, naar de net opgerichte DDR, waar hij zich vestigde in Leipzig en in Oost-Berlijn. Daar werkte hij samen met toneelschrijver en regisseur Bertolt Brecht. Via zijn fotomontage-technieken zou hij zich opnieuw inzetten tegen de Vietnamoorlog. Hij was een voorstander van de wereldvrede, wat het betoog was van de dadaïsten.
Heartfield overleed in 1968 en werd begraven op het Dorotheenstädtischer Friedhof.